# Sara bint Talal Al Sa'ud
Sara bint Ṭalāl Āl Saʿūd (in arabo سارة بنت طلال بن عبد العزيز آل سعود‎?; 1973) è una principessa saudita.

## Primi anni
La principessa Sara è nata nel 1973 ed è cresciuta a Riyad. Sua madre era Moudie bint Abdul Mohsen Alangary. È sorella germana del principe Turki. È stata soprannominata "piccola Barbie" per la sua bellezza e il suo benessere materiale, anche se è stata educata da un severo istitutore inglese. Dopo gli studi presso l'Università Re Sa'ud della capitale, ha sposato un cugino della famiglia reale, ma ha divorziato ventenne.

## Attività e opinioni
Sara ha istituito un'organizzazione di beneficenza locale a metà degli anni 2000.
Dopo l'ascesa al trono di re Abd Allah nel mese di agosto del 2005, ha affermato che ora anche suo padre era un contendente per il trono saudita. Ha anche detto: "Noi, il popolo saudita, vogliamo un meccanismo più chiaro per la successione... Tutti [i membri della famiglia reale] hanno concordato l'ascesa del principe ereditario Abd Allah, dato che lui è il maggiore e più qualificato. Anche la nomina del principe Sultan come principe ereditario è stata concordata. Ma cosa succederà dopo ?"
Ha accompagnato suo padre, ambasciatore dell'UNICEF, nella visita ai campi profughi.

## Esilio nel Regno Unito
La BBC ha riferito che vive nel Regno Unito dal 2007 con i suoi quattro figli, a causa di un conflitto con il padre. Questa l'ha portata ad essere protetta da suo zio, il principe ereditario Nayef, rivale di suo padre, fino alla sua morte avvenuta nel giugno 2012. Sara ha anche sperimentato un contenzioso ereditario con suo fratello, il principe Turki, per i 325 milioni di sterline della fortuna della loro defunta madre.

## Richiesta di asilo politico del 2012
Impaurita dalle minacce alla sua famiglia, Sara ha chiesto asilo politico per sé e per i suoi figli nel Regno Unito l'8 luglio 2012. È il primo caso di richiesta di asilo politico da parte di un membro della famiglia reale saudita.
Dopo la sua richiesta di asilo politico, a metà luglio 2012, la principessa ha espresso il suo sostegno alle riforme nel suo paese natio e alla lotta alla corruzione.